# Elephant (birra)
La birra  Elephant, è una birra a bassa fermentazione di stile strong lager prodotta per la prima volta in Danimarca dall'azienda Carlsberg nella stessa fabbrica dove XIX secolo furono selezionati e diffusi i lieviti ancora oggi utilizzati per le birre lager.
Nel 1955 la Carlsberg iniziò la produzione di una birra strong pilsener, denominata "Carlsberg Export" che sarebbe stata esportata in Africa e, in particolare, nella Costa d'Oro, nel Ghana (a partire dal 1957) e in Nigeria. La birra divenne popolare con il nome di "birra dell'elefante", grazie anche al logo riportato sull'etichetta, tanto che, a partire dal 1959, la birra assunse ufficialmente il nome di "Elephant".